# Хвощеподібні
Хвощеподібні або еквізетофіти (Equisetopsida) — клас судинних рослин. До сучасних хвощеподібних належить один порядок.

## Опис
До хвощеподібних належать як трав'янисті вимерлі і сучасні рослини зі стеблом довжиною від декількох сантиметрів до декількох метрів, так і деревоподібні вимерлі форми, що досягали 15 м висоти і діаметра стовбура 50 см. Листки у рослини дрібні, дуже редуковані, з однією серединною жилкою, зрослись біля основи. Всі сучасні хвощеподібні — рівноспорові рослини. Гаметофіти одностатеві, зрідка двостатеві. Сперматозоїди багатоджгутикові.
У життєвому циклі переважає нестатеве покоління. Спорофіт (нестатеве покоління) — багаторічні трав'янисті рослини, вегетативне тіло утворене кореневищем з коренями і надземними пагонами; є асиміляційні пагони, де відбувається фотосинтез, а у хвоща польового є ще спороносні пагони бурого кольору. Спори містяться у спорангіях, що зібрані в колоски і розташовані на кінцях спороносних пагонів. Гаметофіт — самостійно існуючі рослини у вигляді зелених пластинок з різоїдами, на яких розвиваються статеві органи і статеві клітини.

## Значення хвощів у природі та житті людини
Є біоіндикаторами кислотності ґрунту. Якщо їх дуже багато, треба проводити вапнування.
Участь хвощів у рослинному покриві дуже мала, хоча їхні предки були велетенськими рослинами (каламофіти досягали 10-20 метрів висоти) й утворювали великі ліси, є злісними бур'янами, завдяки високій плодючості.
Хвощ польовий є лікарською (літні пагони використовують як кровоспинний та сечогінний засіб), їстівною (молоді літні пагони, кореневища та бульбочки у відвареному вигляді), фарбувальною (для забарвлення хутра у сіро-жовтий колір) рослиною. Знаходить він застосування і у ветеринарії (для загоювання ран).
Використовують для чищення металевого посуду, а також полірування деревини.

## Класифікація
Клас містить один сучасний та два вимерлих порядки:
- Хвощові (Equisetales)
  - † Archaeocalamitaceae
  - † Calamitaceae
  - Equisetaceae
- † Pseudoborniales
- † Sphenophyllales